# 유럽연합 인공위성 센터

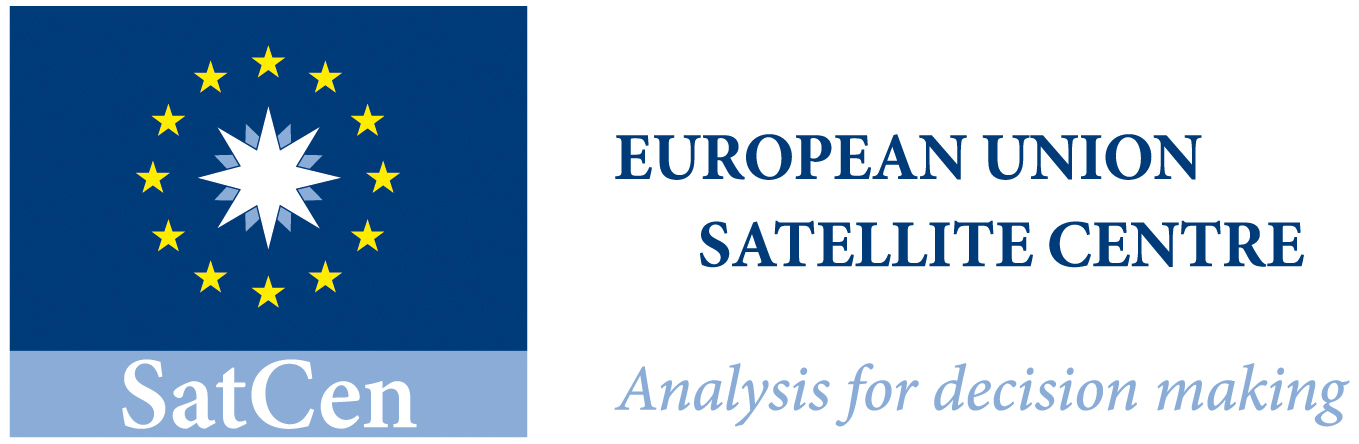

유럽연합 인공위성 센터 또는 유럽연합 위성센터(European Union Satellite Centre, EU SatCen, EUSC)는 위기관리 임무와 작전 등 공동 외교 안보 정책(CFSP) 분야에서 유럽연합(EU)의 의사결정을 지원하는 유럽연합(EU)의 기관이다. 이는 관련 우주 자산과 위성 및 항공 이미지를 포함한 부수적 데이터와 관련 서비스를 활용하여 얻은 제품과 서비스를 제공한다. SatCen은 마드리드 인근의 토레혼데아르도스라는 스페인 지방자치단체에 위치한 토레혼공군기지에 본부를 두고 있다.
소린 두미트루 두카루(Sorin Dumitru Ducaru) 소장이 이끄는 센터 직원은 숙련된 이미지 분석가, 지리공간 전문가 및 EU 회원국에서 채용한 지원 인력으로 구성된다. 회원국에서 파견된 전문가들은 6개월에서 3년까지 SatCen에서 근무한다. 필요에 따라 임시 직원을 채용한다. SatCen은 운영 활동을 직접 지원하는 기술 개발 활동과 이미지 분석가를 위한 전문 교육을 보장한다.

## 같이 보기
- 서유럽 연합